# آشور نادين شومي
آشور نادين شومي (توفي عام 694 ق.م.) هو ملك أشوري قديم لبابل وهو ابن الملك الاشوري سنحاريب، أصبح أشور نادين شومي ملكًا على بابل عام 700 ق م ودام حكمه لمدة 6 سنوات إلى أن قُتل على يد العيلاميون في عام 694 ق.م. عند اقتحامهم لمدينة بابل.